# Dilophodes pavida
Dilophodes pavida är en fjärilsart som beskrevs av Max Joseph Bastelberger 1911. Dilophodes pavida ingår i släktet Dilophodes och familjen mätare. Inga underarter finns listade i Catalogue of Life.